# Liste von Musiklabels/Z

## Z
| Name Musiklabel          | Land                   | Sitz    | Gründer                                                 | Jahr-Von | Jahr-Bis  | Labelcode | Website | Mutterlabel                        | Details                                                                                         |
| ------------------------ | ---------------------- | ------- | ------------------------------------------------------- | -------- | --------- | --------- | ------- | ---------------------------------- | ----------------------------------------------------------------------------------------------- |
| Zappa Records            | Vereinigte Staaten     |         | Frank Zappa                                             | 1977     |           |           |         |                                    |                                                                                                 |
| Zarjazz                  | Vereinigtes Königreich |         | Madness                                                 | 1984     | Erloschen |           |         | Virgin Records                     |                                                                                                 |
| ZE Records               | Vereinigte Staaten     |         | Michael Zilkha und Michel Esteban                       | 1978     |           |           |         |                                    |                                                                                                 |
| Zebra Records            | Vereinigte Staaten     |         |                                                         |          |           |           |         |                                    |                                                                                                 |
| Zee Music Company        | Indien                 |         | Subhash Chandra, Punit Goenka                           | 2014     |           |           |         | Zee Entertainment Enterprises Ltd. |                                                                                                 |
| Zeitstrafe               | Deutschland            | Hamburg | Renke Ehmcke                                            | 2003     |           | LC 30909  | Website |                                    |                                                                                                 |
| Zell's Records           | Vereinigte Staaten     |         | Zelma „Zell“ Sanders                                    |          |           |           |         | J & S Records                      |                                                                                                 |
| Zensor (Label)           | Deutschland            |         | Burkhardt Seiler                                        | 1980     |           |           |         | Zensor Musikproduktion GmbH        |                                                                                                 |
| Zensor Records           | Deutschland            |         | Burkhardt Seiler                                        | 1980     |           |           |         | Zensor Musikproduktion GmbH        |                                                                                                 |
| Zero Dimensional Records | Japan                  | Osaka   |                                                         |          |           |           | Website |                                    |                                                                                                 |
| Zéro Musique             | Kanada                 |         |                                                         |          |           |           |         |                                    |                                                                                                 |
| ZHdK Records             | Schweiz                |         | Zürcher Hochschule der Künste                           |          |           |           |         |                                    |                                                                                                 |
| Zickzack Records         | Deutschland            |         | Alfred Hilsberg                                         | 1980     |           |           |         |                                    |                                                                                                 |
| Zomba Label Group        | Vereinigte Staaten     |         | Clive Calder                                            | 1977     | 2001      |           |         | Sony Music Entertainment           | Clive Calder verkaufte 1996 20 % seiner Aktien an BMG, 2001 der Rest.                           |
| Zone 4                   | Vereinigte Staaten     |         | Polow da Don                                            | 2007     |           |           |         | Universal Music Group              |                                                                                                 |
| Zonophone Records        | Vereinigte Staaten     |         | Frank Seaman                                            | 1899     | 1903      |           |         | Warner Music Group                 | Nachfolger: Victor Talking Machine Company, EMI (1931–2013) und Warner Music Group (2013–heute) |
| Zooland Records          | Deutschland            |         | Manuel Reuter, Yann Peifer                              | 2005     |           |           |         |                                    |                                                                                                 |
| Zoom Records             | Vereinigte Staaten     |         | Burt Schneider und Ray Lindstrom                        | 1959     |           |           |         |                                    |                                                                                                 |
| Zoo Entertainment        | Vereinigte Staaten     |         | Lou Maglia                                              | 1990     | 1997      |           |         | Sony Music Entertainment           | Nachfolger: BMG (1991–1996), Volcano (1996–1997) und Sony Music Entertainment (gegenwärtig)     |
| Zoth Ommog Records       | Deutschland            |         | Andreas Tomalla                                         | 1989     | 2000      |           |         | Music Research                     |                                                                                                 |
| ZTT Records              | Vereinigtes Königreich |         | Paul Morley, Trevor Horn, Gary Langan und Jill Sinclair | 1983     |           |           |         | SPZ Group                          |                                                                                                 |
| Zunior                   | Kanada                 |         | Dave Ullrich, Terry Scott                               | 2004     |           |           |         |                                    |                                                                                                 |
| Zytglogge Verlag         | Schweiz                |         | Hugo Ramseyer und Rolf Attenhofer                       | 1965     |           |           |         | Schwabe Verlagsgruppe              |                                                                                                 |
| ZYX Music                | Deutschland            |         | Bernhard Mikulski                                       | 1971     |           |           |         |                                    |                                                                                                 |